# Västerljungs distrikt
Västerljungs distrikt är ett distrikt i Trosa kommun och Södermanlands län. 
Distriktet ligger sydväst om Trosa. 

## Tidigare administrativ tillhörighet
Distriktet inrättades 2016 och utgörs av socknen Västerljung i Trosa kommun.
Området motsvarar den omfattning Västerljungs församling hade vid årsskiftet 1999/2000.